# Johann Rauchenecker
Johann Rauchenecker (* 17. Dezember 1853 in Hohenthann; † 30. November 1903 in Hohenthann) war Brauereibesitzer und Mitglied des Deutschen Reichstags.

## Leben
Rauchenecker besuchte die Ecklsche Realschule in Landshut, die landwirtschaftliche Zentralschule Weihenstephan und war zur beruflichen Ausbildung einige Zeit in Österreich-Ungarn. Seit 1878 war er Landwehr-Offizier und unternahm 1883 eine Forschungsreise nach West-Afrika.
Von Oktober 1892 bis 1893 war er Mitglied des Deutschen Reichstags für den Wahlkreis Niederbayern 6 Kelheim, Rottenburg, Mallersdorf und die Deutsche Zentrumspartei.